# Via Augusta
|  | Per a altres significats, vegeu «Via Augusta (desambiguació)». |

La Via Augusta fou una via romana que unia la península d'Hispània amb el centre del món romà. Estrictament, transcorria al llarg de la costa mediterrània: des dels Pirineus fins a Cadis. Fou la calçada més llarga i l'eix principal de la xarxa viària de la Hispània romana, amb una longitud aproximada de 1.500 km.
Al llarg de la història va rebre diferents noms: Abans i tot de ser construïda ja era una ruta natural coneguda des del segle vi aC amb el nom de Via Heràclea (o Via Hercúlia i Via Heràclia), ja que acabava a les mítiques Columnes d'Hèrcules. També se l'anomenà Camí d'Hanníbal.

## Traçat
Aquesta via romana unia la península Itàlica amb la ibèrica després de travessar els Alps marítims i tot el sud de França. En arribar als Pirineus, seguia cap al sud per tota la façana mediterrània peninsular fins a Cadis, ara si sota el nom de via Augusta. Va rebre la denominació definitiva per l'emperador August, arran de les reparacions que es van portar a terme sota el seu imperi, entre els anys 8 i 2 aC, que la van convertir en una important via de comunicacions i comerç entre les ciutats i províncies i els ports del Mediterrani.
Connectava amb la Via Domícia al coll de Panissars, per l'interior, i a l'actual pas fronterer entre Cervera i Portbou, per la costa.
Diverses ciutats i poblaments de l'època romana havien sorgit sobre el traçat de la via augusta. A algunes ciutats com ara Bàrcino o Lucèntum s'hi arribava mitjançant ramals o vies secundàries.

## Evolució històrica de la via

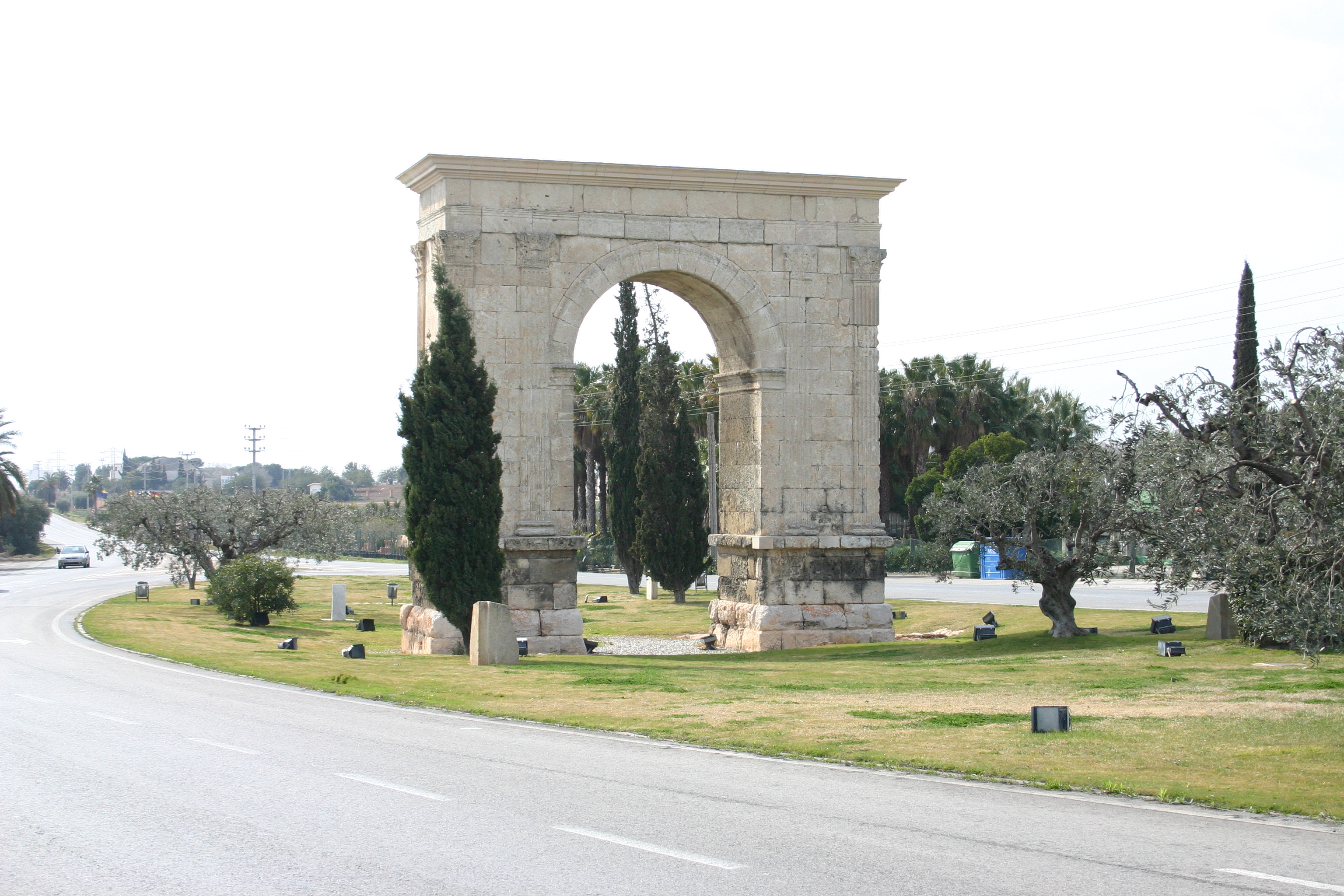
L'arc de Berà sobre la Via Augusta

Les primeres referències de la via Heràclea, que és la precedent de la via Augusta, són del s. VI aC i és esmentada pels historiadors Timeu (que visqué entre el s. IV i el III aC), Polibi (abans del 124 aC) i Ammià Marcel·lí el s. IV dC, entre d'altres. Es tracta d'una pista d'origen prehistòric que fou arranjada després de la fundació d'Empòrion (primera meitat del s. VI aC), un dels llocs per on discorria. També cal dir que cap al s. V aC també enllaçaria amb la població ibèrica de Castulo, cosa que ens fa pensar que no tot el seu tram era arran de costa, sinó que al sud d'Espanya seguiria per les terres de l'interior de l'actual Andalusia fins a arribar a Cadis.
La via Heraclea rebia aquest nom mercès a la llegenda que relacionava el mític Hèracles o Hèrcules de Tebes amb la península Ibèrica. Un dels treballs d'aquest heroi grec fou la conducció dels braus robats al monstre Gerió, després d'occir-lo. Aquest ésser habitava a l'illa Erítia, més enllà de les columnes precisament anomenades d'Hèrcules (estret de Gibraltar) i aquesta via seria la ruta que hauria seguit el semideu per creuar la península hispànica.
Els Escipions, després d'haver conquerit el territori, situaren a la via Heraclea un sistema de postes, i poc després, durant la primera meitat del s. II aC, fou mesurada i senyalitzada amb mil·liaris (Polibi, Història, III, 39) que indicaven les milles (una milla romana equival a 1.481 m). Aquest arranjament va ser amb l'objectiu de facilitar la circulació de l'exèrcit invasor. És a dir, els exèrcits romans havien utilitzat la via Heraclea (la ibèrica) per arribar cap a Tarragona i a l'Ebre.
Després de la conquesta del Sud de les Gàl·lies pel cònsol Gneu Domici Aenobarb (entre el 121 aC i el 119 aC) i de la fundació de la primera colònia romana fora d'Itàlia, Narbo Martius (actual Narbona) el 118 aC, l'Heraclea va restar unida a la via Domitia, que travessava el sud de l'actual França.
Segons el testimoni dels autors clàssics, els romans preferien la ruta terrestre fins a arribar a Tarraco i d'aquí s'embarcaven en direcció sud seguint la costa. Ja hem vist que els Escipions sempre preferien la via per terra per dirigir-se al presidi tarragoní després de desembarcar a Empòrion. A la primera meitat del s. I aC, el camí per terra entre la capital de la Citerior i les Gàl·lies era força bo. Així, tenim el testimoni de Ciceró (In Vatinium, 12), que ens diu que la ruta terrestre per anar a Hispània era utilitzada de manera general. Juli Cèsar, en les seves campanyes militars a terres ibèriques, va recórrer a peu la ruta entre Tàrraco i el Pirineu.

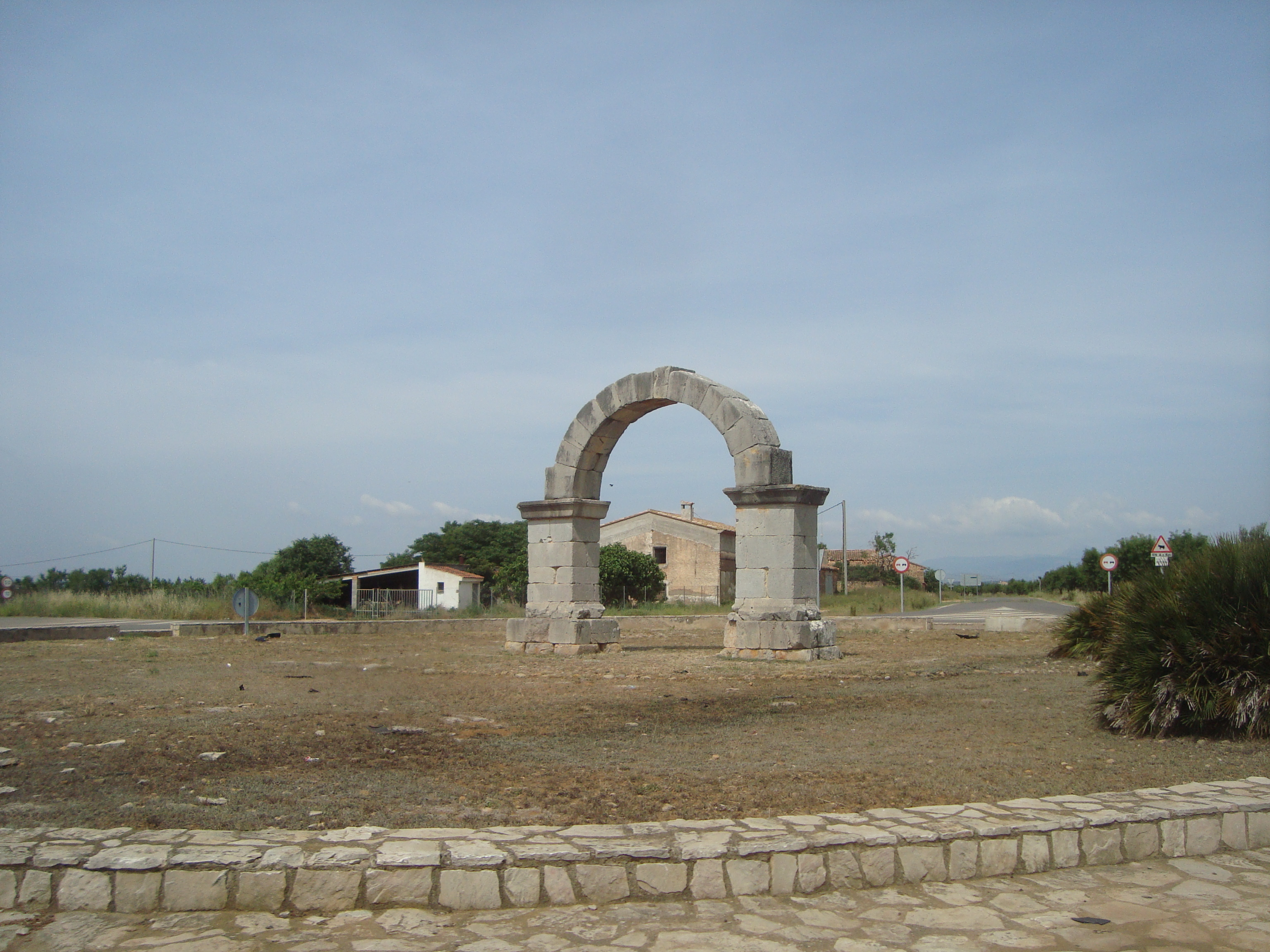
Arc Romà de Cabanes (Castelló)

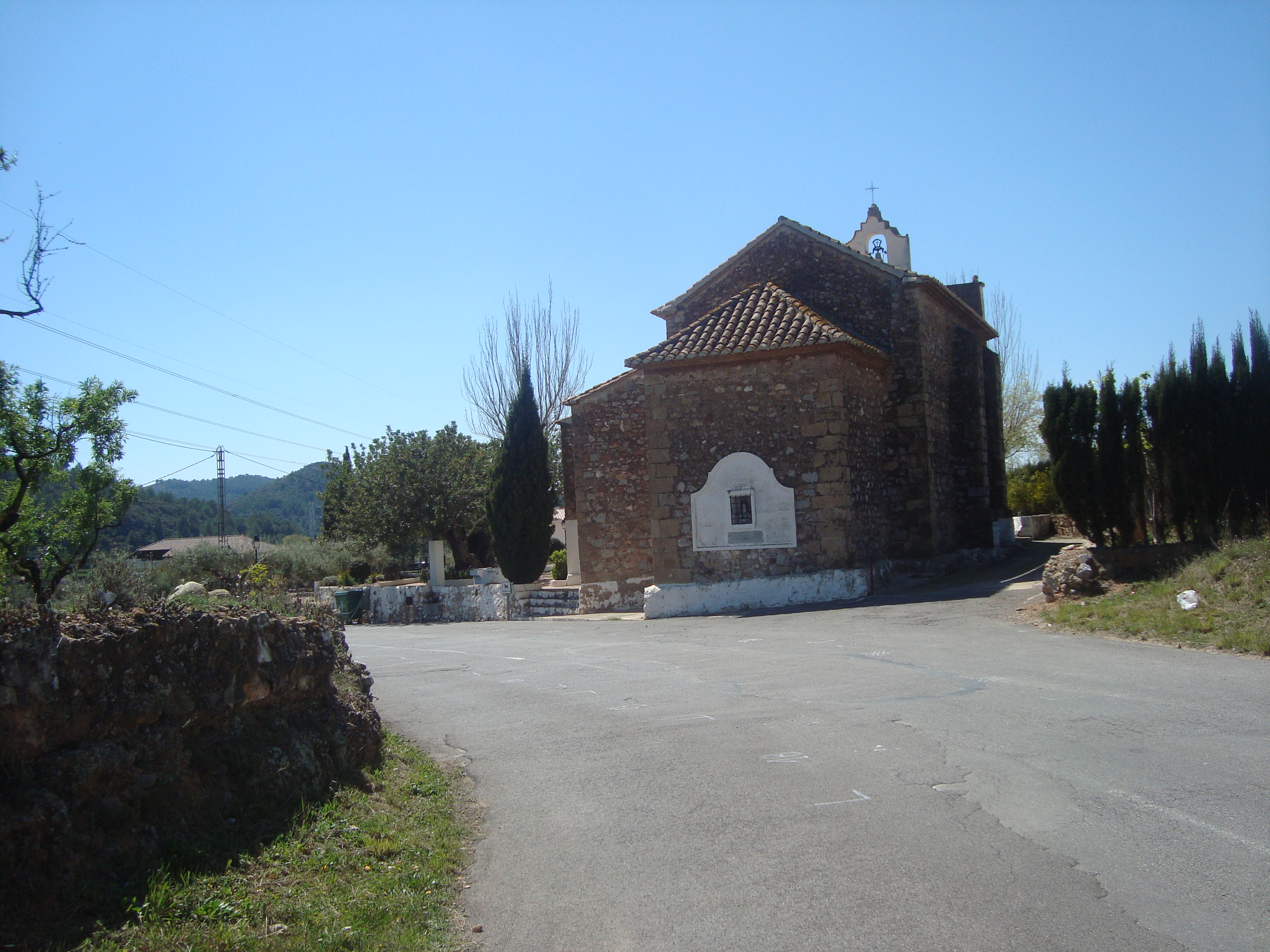
Vía Augusta (Borriol, Castelló)

És també en la primera meitat del s. I aC que s'hi edificaren les mansiones o parades que s'esmenten als Vasos Apol·linars i que són el resultat de l'evolució de les postes que hi instal·laren els Escipions. Aquest fet també fa pensar en un ús freqüent de la via terrestre.

## Restes de la Via Augusta

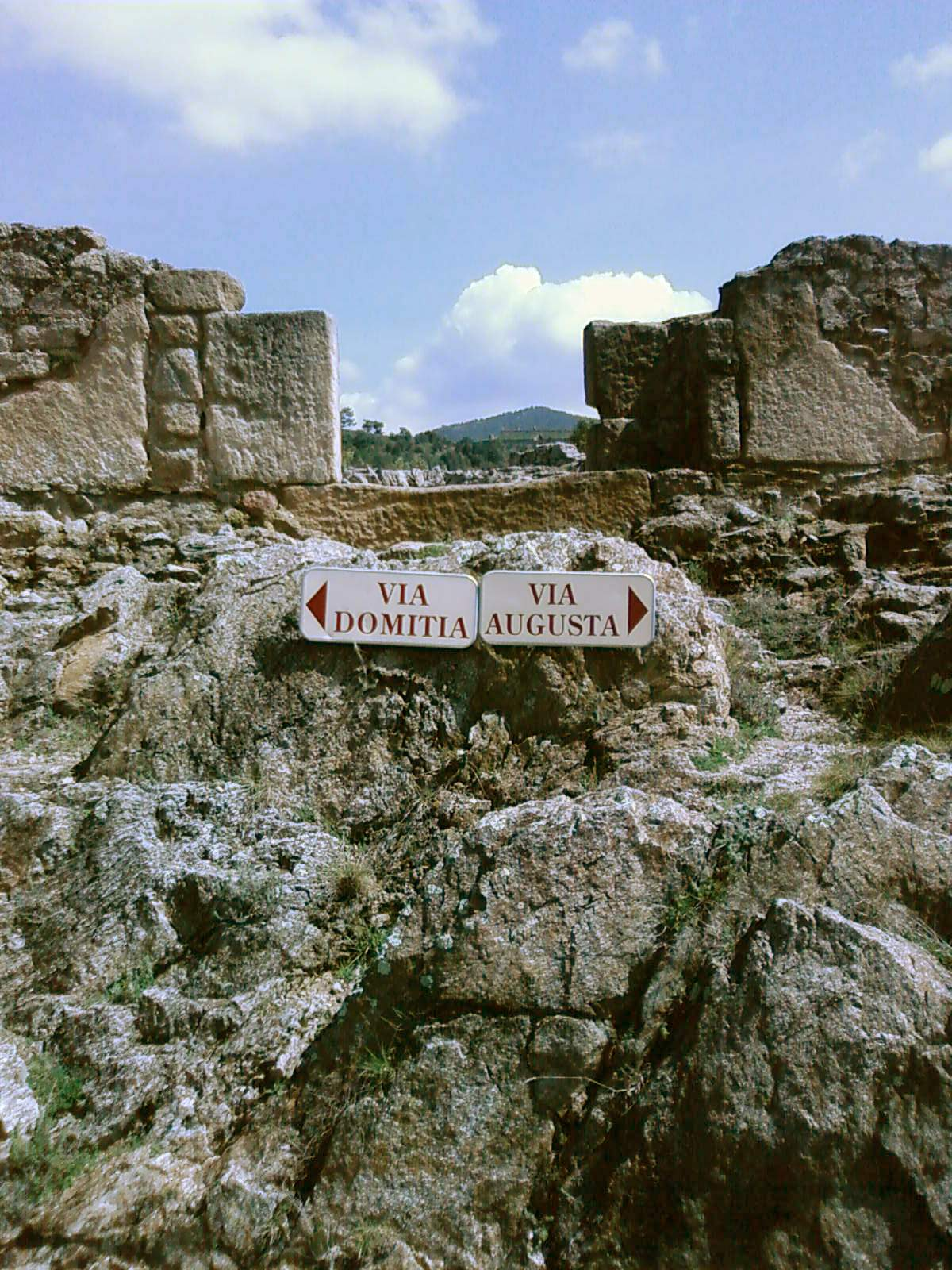
Summum Pyrenaeum (Santa Maria de Panissars, Coll de Panissars). Punt de trobada amb la Via Domícia

Diverses ciutats conserven restes del seu traçat, que segueix aproximadament el de l'actual autopista AP-7. N'hi ha un tram força llarg visible al municipi d'el Perelló (Baix Ebre).
L'arc de Berà està situat sobre aquesta via que passava per sota.
A Tarragona duu el nom de Via Augusta el carrer que dona entrada a la ciutat per l'est, per on passava la carretera de Barcelona (N-340) abans de construir-se la carretera de circumval·lació.
A Cambrils duu el nom de Via Augusta el carrer, que actualment està sobre un tram de l'antic camí real de Barcelona a Tortosa i València, el qual al seu torn estava sobre l'emplaçament de la Via Augusta dels romans, i Via Heràclea de l'època ibèrica.
A València es poden contemplar restes de la via al Centre Arqueològic de l'Almoina, i el seu traçat correspon aproximadament amb l'actual carrer de Sagunt i l'avinguda de la Constitució al nord de la ciutat, i amb el carrer de Sant Vicent Màrtir al sud.
A Barcelona, tot i que un dels carrers principals de Sarrià - Sant Gervasi és anomenat Via Augusta, el seu traçat no té cap relació amb el de la Via Augusta romana. L'any 2012 es va descobrir un tram de la Via Augusta dins l'espai del Mercat de Sant Antoni, on es conserva integrat amb la reforma duta a terme al mercat modernista. L'antic traçat del ramal litoral de la via passava per l'actual carretera de la Bordeta.